# Theridion elevatum
Theridion elevatum är en spindelart som beskrevs av Tord Tamerlan Teodor Thorell 1881. Theridion elevatum ingår i släktet Theridion och familjen klotspindlar.
Artens utbredningsområde är Queensland. Inga underarter finns listade i Catalogue of Life.